# Moravské Málkovice
Obec Moravské Málkovice se nachází v okrese Vyškov v Jihomoravském kraji. Žije zde 591 obyvatel.

## Název
Název vesnice byl přenesen původní pojmenování jejích obyvatel Malkovici, které bylo odvozeno od osobního jména Malek a znamenalo "Malkovi lidé". Délka samohlásky v první slabice je druhotná. Přívlastek Moravské (německy Mährisch) podle etnicity jejích obyvatel se v písemných záznamech objevuje až v 19. století, přidán byl na odlišení od nepříliš vzdálených Bohatých Málkovic (zvaných v minulosti též Německé).

## Historie
První písemná zmínka o obci pochází z roku 1307.

## Obyvatelstvo

### Struktura
V obci k počátku roku 2016 žilo celkem 573 obyvatel. Z nich bylo 297 mužů a 276 žen. Průměrný věk obyvatel obce dosahoval 41,4 let. Dle Sčítání lidu, domů a bytů, provedeného v roce 2011, žilo v obci 544 lidí. Děti do 14 let věku tvořily 17,5 % obyvatel a senioři nad 70 let úhrnem 7,7 %. Z celkem 449 občanů obce starších 15 let mělo vzdělání 49,4 % střední vč. vyučení (bez maturity). Počet vysokoškoláků dosahoval 5,8 % a bez vzdělání bylo naopak 0,4 % obyvatel. Z cenzu dále vyplývá, že ve městě žilo 251 ekonomicky aktivních občanů. Celkem 90,4 % z nich se řadilo mezi zaměstnané, z nichž 74,1 % patřilo mezi zaměstnance, 1,6 % k zaměstnavatelům a zbytek pracoval na vlastní účet. Oproti tomu celých 50,4 % občanů nebylo ekonomicky aktivních (to jsou například nepracující důchodci či žáci, studenti nebo učni) a zbytek svou ekonomickou aktivitu uvést nechtěl. Úhrnem 274 obyvatel obce (což je 50,4 %), se hlásilo k české národnosti. Dále 112 obyvatel bylo Moravanů a 1 Slováků. Celých 235 obyvatel obce však svou národnost neuvedlo.
Vývoj počtu obyvatel za celou obec i za jeho jednotlivé části uvádí tabulka níže, ve které se zobrazuje i příslušnost jednotlivých částí k obci či následné odtržení.
| Místní části   | Místní části            | 1791 | 1834 | 1869 | 1880 | 1890 | 1900 | 1910 | 1921 | 1930 | 1950 | 1961 | 1970 | 1980 | 1991 | 2001 | 2011 |
| -------------- | ----------------------- | ---- | ---- | ---- | ---- | ---- | ---- | ---- | ---- | ---- | ---- | ---- | ---- | ---- | ---- | ---- | ---- |
| Počet obyvatel | část Moravské Málkovice | 270  | 293  | 342  | 419  | 497  | 546  | 642  | 629  | 667  | 675  | 727  | 653  | 581  | 497  | 539  | 544  |
| Počet domů     | část Moravské Málkovice | 41   | 56   | 69   | 79   | 90   | 102  | 116  | 121  | 168  | 195  | 193  | 191  | 184  | 208  | 217  | 226  |

## Pamětihodnosti
- Zvonice na návsi